# シャルル・サンソン
シャルル・サンソン（Charles Sanson、1681年 - 1726年9月25日）は、フランスの死刑執行人であり、サンソン家の2代目当主である。 

## 経歴
- 1681年 シャルル・サンソン・ド・ロンヴァルとマグリッド・ジュアンヌの長男として生まれる。
- 1703年 ムッシュ・ド・パリ代理に就任
- 1707年 正式にムッシュ・ド・パリに叙任される
- 1707年 継母の実妹であるアンヌ＝マルト・デュピュと結婚
- 1710年 長女アンヌ・ルネが生まれる
- 1719年 長男シャルル＝ジャン・バチスト・サンソンが生まれる。
- 1721年 次男ニコラ＝シャルル・ガブリエル・サンソンが生まれる。
- 1721年 死刑執行人が徴税を行う権利（ドロア・ド・アヴァージュ）を剥奪された代わりに、年間1万6千リーヴルの給料制へ制度変更される。
- 1726年5月 病床の身を押して最期の死刑執行を行う。
- 1726年8月 辞任して7歳の息子に後を継がせる許可を高等法院に求める。
- 1726年9月25日 死亡